# Јудит Санисло
Јудит Санисло (мађ. Szaniszló Judit; рођена 1977) је мађарска књижевница.

## Биографија
Јудит Санисло, рођена 1977. године у селу Мишколцу, је једна од најпознатијих савремених мађарских списатељица и добитница многобројних престижних награда као што су награда Ђерђи Петри 2015. године и Пал Бекеш 2017. године за своју прву књигу Beenged (Пушта да уђем).
Каријеру је започела пишући блог. Блог је писала под псеудонимом Зетор Леила, који је касније постао Лели.
Тренутно живи у Будимпешти.

## Дела
- Beenged (Пушта да уђем), 2016.
- Leli élete (Лелијин живот),  2020.